# Regalbuto

Ubicació de Regalbuto dins de la província

Regalbuto (sicilià Regarbutu) és un municipi italià, dins de la província d'Enna. L'any 2007 tenia 7.636 habitants. Limita amb els municipis d'Agira, Catenanuova, Centuripe, Gagliano Castelferrato, Randazzo (CT) i Troina.

## Administració
| Període | Identitat     | Partit        |
| ------- | ------------- | ------------- |
| 2007-   | Gaetano Punzi | Llista cívica |

## Personatges il·lustres
- Riccardo Lombardi

## Galeria d'imatges

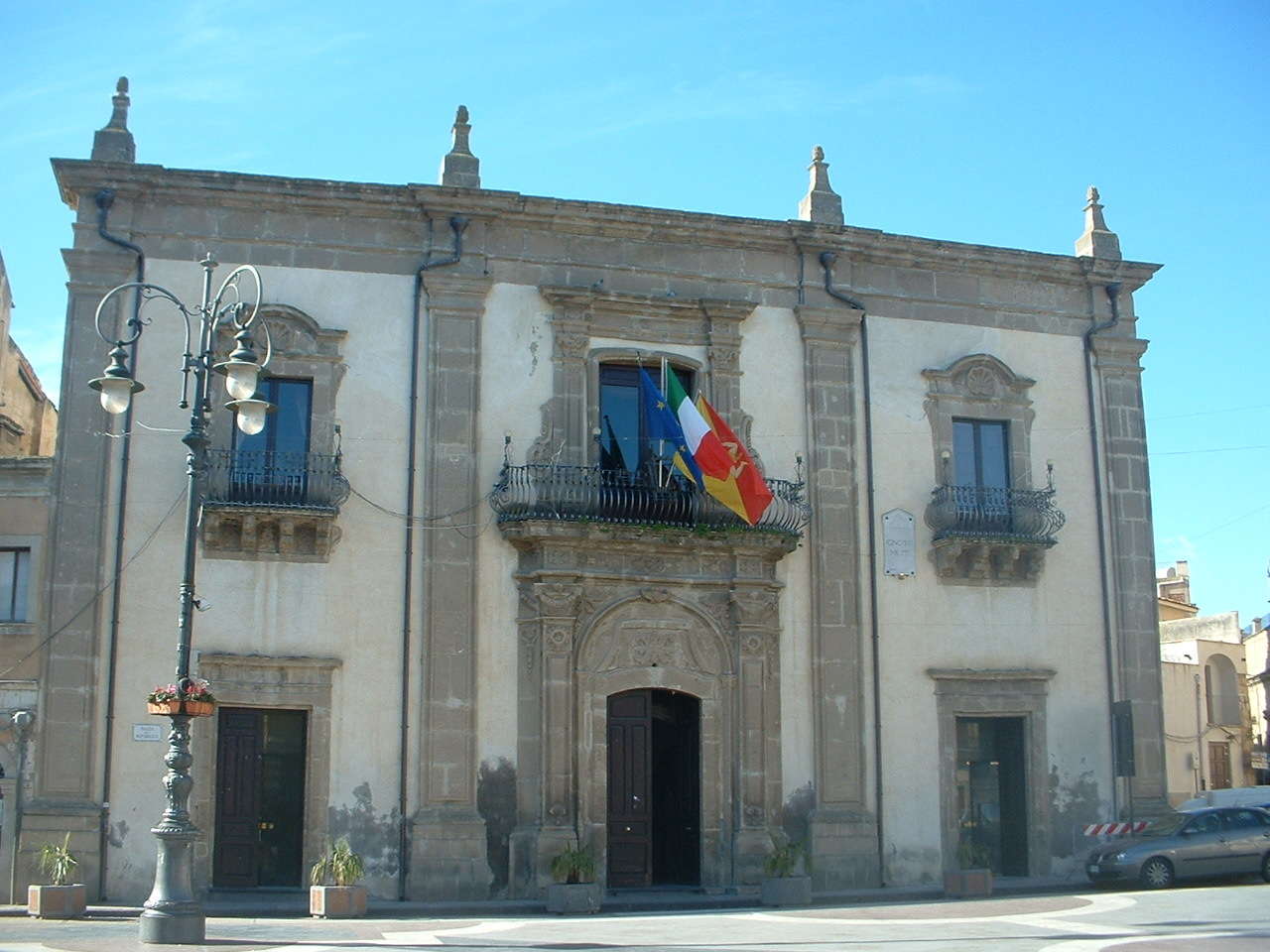
Ajuntament
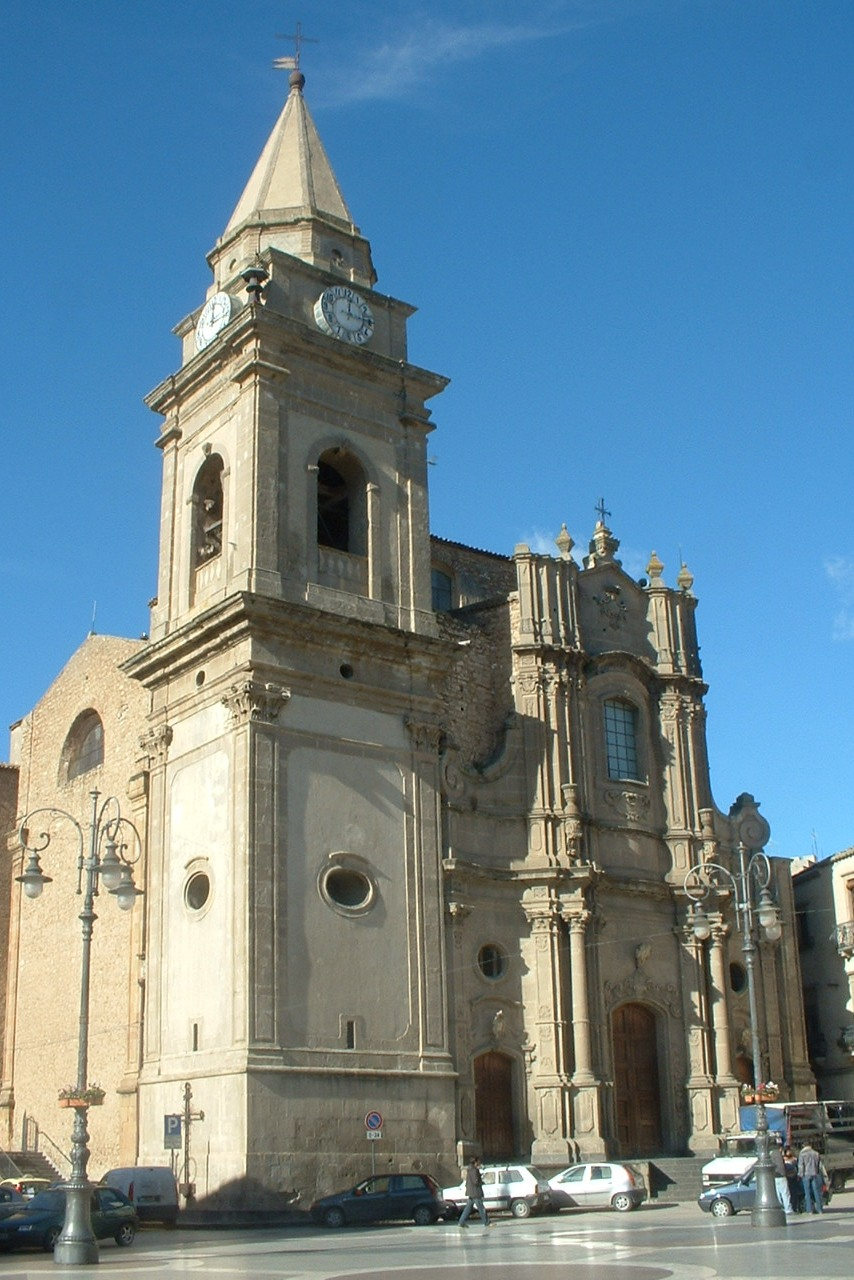
Església mare San Basilio
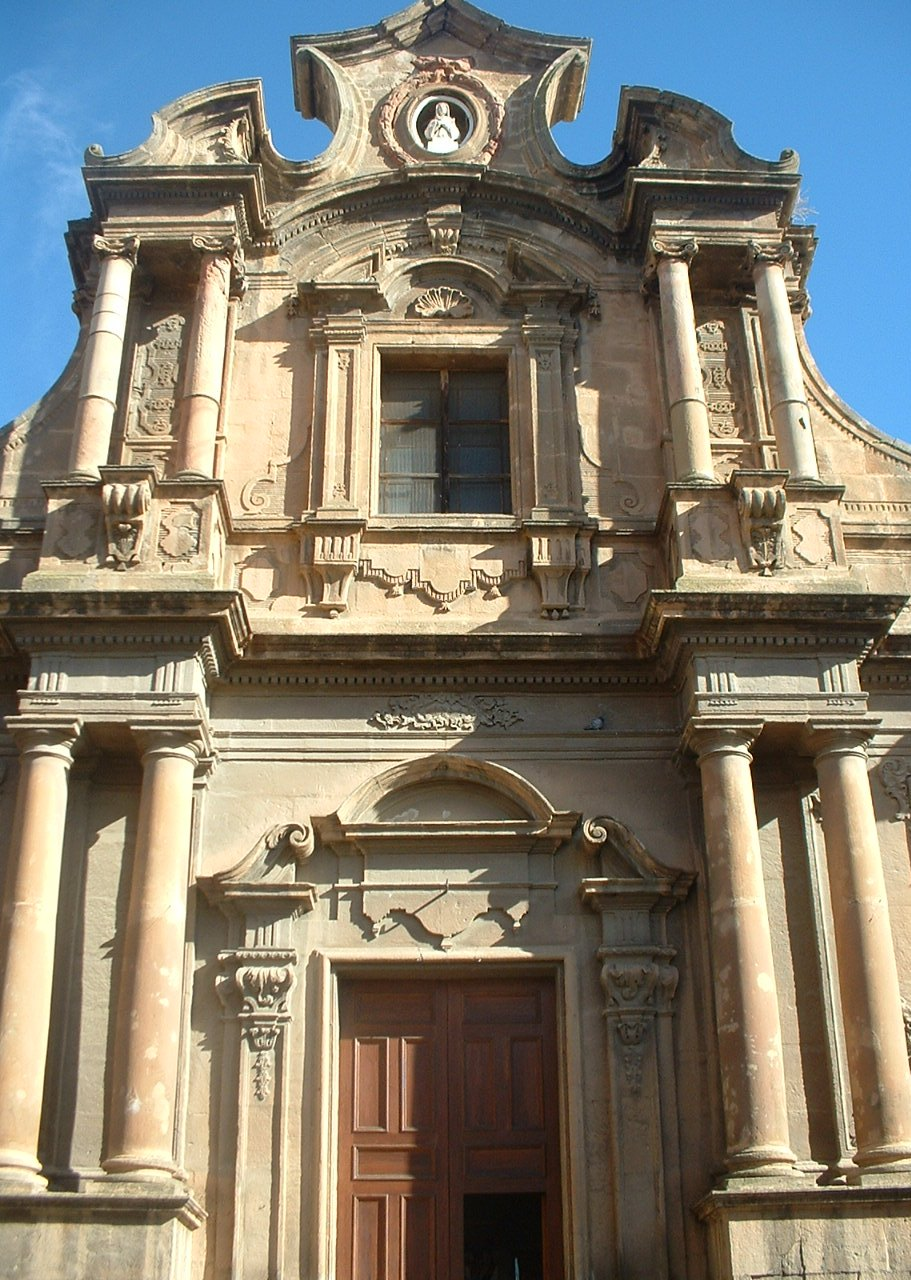
Església Maria SS della Croce